# República Popular China en los Juegos Paralímpicos de París 2024
La República Popular China estuvo representada en los Juegos Paralímpicos de París 2024 por un total de 282 deportistas, 124 hombres y 158 mujeres.

## Medallistas
El equipo paralímpico chino obtuvo las siguientes medallas:
| Nombre | Deporte                       | Evento                                       |
| --- | ----------------------------- | -------------------------------------------- |
| Oro |                               |                                              |
| Wen Xiaoyan | Atletismo                     | 100 m T37 femenino                           |
| Wen Xiaoyan | Atletismo                     | 200 m T37 femenino                           |
| Wen Xiaoyan | Atletismo                     | Salto de longitud T37 femenino               |
| Zhou Xia | Atletismo                     | 100 m T35 femenino                           |
| Zhou Xia | Atletismo                     | 200 m T35 femenino                           |
| Shi Yiting | Atletismo                     | 100 m T36 femenino                           |
| Shi Yiting | Atletismo                     | 200 m T36 femenino                           |
| Zou Lijuan | Atletismo                     | Jabalina F34 femenino                        |
| Zou Lijuan | Atletismo                     | Peso F34 femenino                            |
| Zhang Liangmin | Atletismo                     | Disco F11 femenino                           |
| Yang Yue | Atletismo                     | Disco F64 femenino                           |
| Zhao Yuping | Atletismo                     | Jabalina F13 femenino                        |
| Wu Qing | Atletismo                     | Peso F33 femenino                            |
| Li Yingli | Atletismo                     | Peso F37 femenino                            |
| Yao Juan | Atletismo                     | Peso F64 femenino                            |
| Jin Hua | Atletismo                     | 800 m T54 masculino                          |
| Jin Hua | Atletismo                     | 1500 m T54 masculino                         |
| Dai Yunqiang | Atletismo                     | 400 m T54 masculino                          |
| Cai Bingchen | Atletismo                     | Peso F33 masculino                           |
| Di Dongdong | Atletismo                     | Salto de longitud T11 masculino              |
| Wang Hao Zhou Guohua Hu Yang Wen Xiaoyan | Atletismo                     | 4 × 100 m mixto                              |
| Liu Yutong | Bádminton                     | Individual WH2 femenino                      |
| Xiao Zuxian | Bádminton                     | Individual SL3 femenino                      |
| Cheng Hefang | Bádminton                     | Individual SL4 femenino                      |
| Yang Qiuxia | Bádminton                     | Individual SU5 femenino                      |
| Li Fengmei | Bádminton                     | Individual SH6 femenino                      |
| Yin Menglu Liu Yutong | Bádminton                     | Dobles WH1-WH2 femenino                      |
| Qu Zimo | Bádminton                     | Individual WH1 masculino                     |
| Qu Zimo Mai Jianpeng | Bádminton                     | Dobles WH1-WH2 masculino                     |
| Lin Naili Li Fengmei | Bádminton                     | Dobles SH6 mixto                             |
| Lin Ximei | Bochas                        | Individual BC4 femenino                      |
| Yan Zhiqiang Zhang Qi Lan Zhijian | Bochas                        | Equipo BC1-2 mixto                           |
| Wang Xiaomei | Ciclismo en pista             | Persecución individual C1-3 femenino         |
| Li Zhangyu | Ciclismo en pista             | Persecución individual C1 masculino          |
| Li Zhangyu | Ciclismo en pista             | 1 km contrarreloj C1-3 masculino             |
| Chen Jianxin | Ciclismo en ruta              | Ruta T1-2 masculino                          |
| Chen Jianxin | Ciclismo en ruta              | Contrarreloj T1-2 masculino                  |
| Zou Xufeng | Esgrima en silla de ruedas    | Florete individual A femenino                |
| Chen Yuandong | Esgrima en silla de ruedas    | Espada individual A femenino                 |
| Gu Haiyan | Esgrima en silla de ruedas    | Sable individual A femenino                  |
| Xiao Rong Zou Xufeng Gu Haiyan Chen Yuandong | Esgrima en silla de ruedas    | Florete por equipos femenino                 |
| Kang Su Zou Xufeng Gu Haiyan Chen Yuandong | Esgrima en silla de ruedas    | Espada por equipos femenino                  |
| Sun Gang | Esgrima en silla de ruedas    | Florete individual A masculino               |
| Sun Gang | Esgrima en silla de ruedas    | Espada Individual A masculino                |
| Feng Yanke | Esgrima en silla de ruedas    | Sable individual B masculino                 |
| Feng Yanke Zhong Saichun Sun Gang Tian Jianquan                                                                                                   | Esgrima en silla de ruedas    | Florete por equipos masculino                |
| Zhang Jie Tian Jianquan Sun Gang Zhong Saichun | Esgrima en silla de ruedas    | Espada por equipos masculino                 |
| Shi Yijie | Judo                          | –57 kg J1 femenino                           |
| Liu Li | Judo                          | –70 kg J1 femenino                           |
| Cui Zhe | Levantamiento de potencia     | –41 kg femenino                              |
| Guo Lingling | Levantamiento de potencia     | –45 kg femenino                              |
| Tan Yujiao | Levantamiento de potencia     | –67 kg femenino                              |
| Han Miaoyu | Levantamiento de potencia     | –79 kg femenino                              |
| Zou Yi | Levantamiento de potencia     | –65 kg masculino                             |
| Yan Panpan | Levantamiento de potencia     | –88 kg masculino                             |
| Jiang Yuyan | Natación                      | 50 m mariposa S6 femenino                    |
| Jiang Yuyan | Natación                      | 50 m libre S6 femenino                       |
| Jiang Yuyan | Natación                      | 100 m libre S7 femenino                      |
| Jiang Yuyan | Natación                      | 400 m libre S6 femenino                      |
| Jiang Yuyan | Natación                      | 100 m espalda S6 femenino                    |
| Lu Dong | Natación                      | 50 m espalda S5 femenino                     |
| Lu Dong | Natación                      | 50 m mariposa S5 femenino                    |
| Chen Yi | Natación                      | 50 m libre S10 femenino                      |
| Ma Jia | Natación                      | 50 m libre S11 femenino                      |
| Cai Liwen | Natación                      | 100 m espalda S11 femenino                   |
| Zhang Meng | Natación                      | 200 m estilos SM10 femenino                  |
| Yang Hong | Natación                      | 100 m braza SB6 masculino                    |
| Yang Hong | Natación                      | 100 m esplada S6 masculino                   |
| Yang Hong | Natación                      | 200 m estilos SM6 masculino                  |
| Guo Jincheng | Natación                      | 50 m libre S5 masculino                      |
| Guo Jincheng | Natación                      | 50 m mariposa S5 masculino                   |
| Yuan Weiyi | Natación                      | 50 m espalda S5 masculino                    |
| Wang Jingang | Natación                      | 50 m mariposa S6 masculino                   |
| He Shenggao | Natación                      | 200 m estilos SM5 masculino                  |
| Xu Haijiao | Natación                      | 200 m estilos SM8 masculino                  |
| Peng Qiuping Yuan Weiyi Jiang Yuyan Guo Jincheng He Shenggao Lu Dong Wang Lichao                                                                  | Natación                      | 4 × 50 m libre (20 ptos.) mixto              |
| Lu Dong Zhang Li Wang Lichao Guo Jincheng Jiang Yuyan Wang Jingang Yao Cuan Zou Liankang                                                          | Natación                      | 4 × 50 m mixto (20 ptos.) mixto              |
| Li Yujie | Taekwondo                     | –57 kg femenino                              |
| Zhang Bian | Tenis de mesa                 | Individual WS5 femenino                      |
| Huang Wenjuan | Tenis de mesa                 | Individual WS8 femenino                      |
| Liu Jing Xue Juan | Tenis de mesa                 | Dobles WD5 femenino                          |
| Gu Xiaodan Pan Jiamin | Tenis de mesa                 | Dobles WD10 femenino                         |
| Huang Wenjuan Jin Yucheng | Tenis de mesa                 | Dobles WD14 femenino                         |
| Feng Panfeng | Tenis de mesa                 | Individual MS3 masculino                     |
| Yan Shuo | Tenis de mesa                 | Individual MS7 masculino                     |
| Cao Ningning Feng Panfeng | Tenis de mesa                 | Dobles MD8 masculino                         |
| Liao Keli Yan Shuo | Tenis de mesa                 | Dobles MD14 masculino                        |
| Feng Panfeng Zhou Ying | Tenis de mesa                 | Dobles XD7 mixto                             |
| Zhao Shuai Mao Jingdian | Tenis de mesa                 | Dobles XD17 mixto                            |
| Yang Chao | Tiro                          | Pistola 25 m SH1 mixto                       |
| Yang Chao | Tiro                          | Pistola 50 m SH1 mixto                       |
| Chen Minyi | Tiro con arco                 | Individual W1 femenino                       |
| Wu Chunyan | Tiro con arco                 | Recurvo individual clase abierta femenino    |
| Chen Minyi Zhang Tianxin | Tiro con arco                 | Equipo W1 mixto                              |
| Plata |                               |                                              |
| Liu Cuiqing | Atletismo                     | 100 m T11 femenino                           |
| Liu Cuiqing | Atletismo                     | 200 m T11 femenino                           |
| Guo Qianqian | Atletismo                     | 100 m T35 femenino                           |
| Guo Qianqian | Atletismo                     | 200 m T35 femenino                           |
| Xu Mian | Atletismo                     | Disco F57 femenino                           |
| Xu Mian | Atletismo                     | Peso F57 femenino                            |
| Jiang Fenfen | Atletismo                     | 400 m T37 femenino                           |
| Zhou Zhaoqian | Atletismo                     | 800 m T54 femenino                           |
| He Shanshan | Atletismo                     | 1500 m T11 femenino                          |
| Li Yingli | Atletismo                     | Disco F38 femenino                           |
| Dong Feixia | Atletismo                     | Disco F55 femenino                           |
| Yao Juan | Atletismo                     | Disco F64 femenino                           |
| Zuo Caiyun | Atletismo                     | Jabalina F34 femenino                        |
| Wang Jun | Atletismo                     | Peso F35 femenino                            |
| Mi Na | Atletismo                     | Peso F37 femenino                            |
| Zhou Guohua | Atletismo                     | Salto de longitud T11 femenino               |
| Dai Yunqiang | Atletismo                     | 800 m T54 masculino                          |
| Jin Hua | Atletismo                     | Maratón T54 masculino                        |
| Sun Pengxiang | Atletismo                     | Jabalina F41 masculino                       |
| Chen Shichang | Atletismo                     | Salto de longitud T11 masculino              |
| Zhong Huanghao | Atletismo                     | Salto de longitud T38 masculino              |
| Wang Hao | Atletismo                     | Salto de longitud T47 masculino              |
| Li Hongyan | Bádminton                     | Individual WH2 femenino                      |
| Lin Shuangbao | Bádminton                     | Individual SH6 femenino                      |
| Qian Wangwei | Ciclismo en pista             | 500 m contrarreloj C1-3 femenino             |
| Liang Weicong | Ciclismo en pista             | Persecución individual C1 masculino          |
| Liang Weicong | Ciclismo en pista             | 1 km contrarreloj C1-3 masculino             |
| Sun Bianbian | Ciclismo en Ruta              | Ruta H5 femenino                             |
| Xiao Rong | Esgrima en silla de ruedas    | Florete individual B femenino                |
| Xiao Rong | Esgrima en silla de ruedas    | Sable individual B femenino                  |
| Gu Haiyan | Esgrima en silla de ruedas    | Florete individual A femenino                |
| Kang Su | Esgrima en silla de ruedas    | Espada individual B femenino                 |
| Feng Yanke | Esgrima en silla de ruedas    | Florete individual B masculino               |
| Wang Yue | Judo                          | –70 kg J2 femenino                           |
| Xiao Jinping | Levantamiento de potencia     | –50 kg femenino                              |
| Cui Jianjin | Levantamiento de potencia     | –61 kg femenino                              |
| Zheng Feifei | Levantamiento de potencia     | –86 kg femenino                              |
| Deng Xuemei | Levantamiento de potencia     | +86 kg femenino                              |
| Qi Yongkai | Levantamiento de potencia     | –59 kg masculino                             |
| Hu Peng | Levantamiento de potencia     | –72 kg masculino                             |
| Gu Xiaofei | Levantamiento de potencia     | –80 kg masculino                             |
| Ye Jixiong | Levantamiento de potencia     | –97 kg masculino                             |
| Liu Daomin | Natación                      | 50 m mariposa S6 femenino                    |
| Liu Daomin | Natación                      | 100 m braza SB6 femenino                     |
| Ma Jia | Natación                      | 100 m braza SB11 femenino                    |
| Ma Jia | Natación                      | 200 m estilos SM11 femenino                  |
| Zhang Meng | Natación                      | 100 m braza SB9 femenino                     |
| Li Guizhi | Natación                      | 100 m espalda S11 femenino                   |
| Lu Dong | Natación                      | 200 m estilos SM5 femenino                   |
| Zhang Xiaotong | Natación                      | 400 m libre S11 femenino                     |
| He Shenggao | Natación                      | 50 m espalda S5 masculino                    |
| He Shenggao | Natación                      | 50 m mariposa S5 masculino                   |
| Yuan Weiyi | Natación                      | 50 m mariposa S5 masculino                   |
| Yuan Weiyi | Natación                      | 50 m libre S5 masculino                      |
| Guo Jincheng | Natación                      | 50 m espalda S5 masculino                    |
| Guo Jincheng | Natación                      | 100 m libre S5 masculino                     |
| Yang Guanglong | Natación                      | 100 m braza SB8 masculino                    |
| Yang Guanglong | Natación                      | 200 m estilos SM8 masculino                  |
| Hua Dongdong | Natación                      | 50 m libre S11 masculino                     |
| Zhang Li | Natación                      | 100 m braza SB5 femenino                     |
| Yang Bozun | Natación                      | 100 m braza SB11 masculino                   |
| Wang Jingang | Natación                      | 100 m espalda S6 masculino                   |
| Wu Hongliang | Natación                      | 100 m mariposa S8 masculino                  |
| Liu Shuang Jiang Jijian | Remo                          | Doble scull PR2Mix2x mixto                   |
| Liu Jing | Tenis de mesa                 | Individual WS1-2 femenino                    |
| Pan Jiamin | Tenis de mesa                 | Individual WS5 femenino                      |
| Xiong Guiyan | Tenis de mesa                 | Individual WS9 femenino                      |
| Zhao Shuai | Tenis de mesa                 | Individual MS8 masculino                     |
| Lian Hao | Tenis de mesa                 | Individual MS10 masculino                    |
| Liu Chaodong Zhao Yiqing | Tenis de mesa                 | Dobles MD18 masculino                        |
| Peng Weinan Xiong Guiyan | Tenis de mesa                 | Dobles XD17 mixto                            |
| Dong Chao | Tiro                          | Rifle en tres posiciones 50 m SH1 masculino  |
| Han Guifei | Tiro con arco                 | Individual W1 masculino                      |
| Ai Xinliang | Tiro con arco                 | Compuesto individual clase abierta masculino |
| Wu Yang | Tiro con arco                 | Recurvo individual clase abierta femenino    |
| Lyu Hongqin Hu Huizi Qiu Junfei Zhang Lijun Su Limei Huang Lu Zhao Meiling Li Ting Tang Xuemei Zhang Xufei Wang Yanan Xu Yixiao                   | Voleibol sentado              | Torneo femenino                              |
| Bronce |                               |                                              |
| Zhou Hongzhuan | Atletismo                     | 400 m T53 femenino                           |
| Zhou Hongzhuan | Atletismo                     | 800 m T53 femenino                           |
| Lan Hanyu | Atletismo                     | 100 m T34 femenino                           |
| Gao Fang | Atletismo                     | 100 m T53 femenino                           |
| Jiang Fenfen | Atletismo                     | 200 m T37 femenino                           |
| He Shanshan | Atletismo                     | 400 m T11 femenino                           |
| Zhou Zhaoqian | Atletismo                     | 400 m T54 femenino                           |
| Xue Enhui | Atletismo                     | Disco F11 femenino                           |
| Lin Sitong | Atletismo                     | Jabalina F56 femenino                        |
| Zhao Yuping | Atletismo                     | Peso F12 femenino                            |
| Yang Yue | Atletismo                     | Peso F64 femenino                            |
| Di Dongdong | Atletismo                     | 100 m T11 masculino                          |
| Yang Yifei | Atletismo                     | 100 m T36 masculino                          |
| Dai Yunqiang | Atletismo                     | 1500 m T54 masculino                         |
| An Dongquan | Atletismo                     | Jabalina F38 masculino                       |
| Huang Jun | Atletismo                     | Peso F41 masculino                           |
| Yin Menglu | Bádminton                     | Individual WH1 femenino                      |
| Chen Xuejing Dai Jiameng Zhang Tonglei Zhang Xuemei Lyu Guidi Lin Suiling Huang Xiaolian Chen Jingwen Qiu Qiaoling Zhang Meimei Long Yun He Xiang | Baloncesto en silla de ruedas | Torneo femenino                              |
| Sun Bianbian | Ciclismo en ruta              | Contrarreloj H4-5 femenino                   |
| Gu Haiyan | Esgrima en silla de ruedas    | Espada individual A femenino                 |
| Zhong Saichun | Esgrima en silla de ruedas    | Florete individual A masculino               |
| Hu Daoliang | Esgrima en silla de ruedas    | Florete individual B masculino               |
| Zhang Jie | Esgrima en silla de ruedas    | Sable individual B masculino                 |
| Wang Chunhua Wang Chunyan Xu Miao Ke Peiying Zhang Xiling Cao Zhenhua                                                                             | Golbol                        | Torneo femenino                              |
| Li Liqing | Judo                          | –48 kg J2 femenino                           |
| Wang Hongyu | Judo                          | +70 kg J2 femenino                           |
| Yang Jinglang | Levantamiento de potencia     | –54 kg masculino                             |
| Cheng Jiao | Natación                      | 100 m braza SB4 femenino                     |
| Cheng Jiao | Natación                      | 200 m estilos SM5 femenino                   |
| Liu Yu | Natación                      | 50 m espalda S5 femenino                     |
| Zheng Jietong | Natación                      | 100 m braza SB12 femenino                    |
| Zhang Xiaotong | Natación                      | 100 m libre S11 femenino                     |
| Liu Daomin | Natación                      | 200 m estilos SM6 femenino                   |
| Cai Liwen | Natación                      | 200 m estilos SM11 femenino                  |
| Wang Lichao | Natación                      | 50 m espalda S5 masculino                    |
| Wang Lichao | Natación                      | 50 m libre S5 masculino                      |
| Wang Lichao | Natación                      | 50 m mariposa S5 masculino                   |
| Yang Guanglong | Natación                      | 100 m mariposa S8 masculino                  |
| Zhong Yongyuan | Piragüismo                    | VL3 femenino                                 |
| Xue Juan | Tenis de mesa                 | Individual WS3 femenino                      |
| Zhou Ying | Tenis de mesa                 | Individual WS4 femenino                      |
| Gu Xiaodan | Tenis de mesa                 | Individual WS4 femenino                      |
| Wang Rui | Tenis de mesa                 | Individual WS7 femenino                      |
| Lian Hao Zhao Shuai | Tenis de mesa                 | Dobles MD18 masculino                        |
| Zhai Xiang Gu Xiaodan | Tenis de mesa                 | Dobles XD7 mixto                             |
| Guo Luoyao Wang Ziying | Tenis en silla de ruedas      | Dobles femenino                              |
| Zhang Cuiping | Tiro                          | Rifle en tres posiciones 50 m SH1 femenino   |
| Yang Chao | Tiro                          | Pistola de aire 10 m SH1 masculino           |
| Zhang Tianxin | Tiro con arco                 | Individual W1 masculino                      |
| He Zihao | Tiro con arco                 | Compuesto individual clase abierta masculino |